# Laurent Cerise
Laurent Alexis Philibert Cerise (pron. fr. AFI: [lɔʁɑ̃ aleksi filibɛʁ səʁiz]) (Aosta, 27 febbraio 1807 – Parigi, 5 ottobre 1869) è stato un medico francese, di origine valdostana, importante luminare nello studio delle malattie mentali.

## Biografia
Laurent nasce ad Aosta, a quel tempo territorio del Primo Impero francese, in una famiglia della borghesia aostana. Dopo gli iniziali studi al Collegio Saint-Bénin, si trasferisce a Torino per frequentare la locale Università degli Studi, dove nel 1828 si laurea in medicina.
Per affinare la propria specializzazione medica, si trasferisce a Parigi, dove diventa un importante dottore nello studio dei disturbi mentali. Nel suo approccio, privilegia il rapporto tra la mente e il corpo umano, definendoli come un tutt'uno. Inoltre fonda l'importante rivista medica Annales. Nel 1853, diventa membro dell'Accademia delle Scienze di Torino, e nel 1864 dell'Accademia di medicina di Parigi.
Intrattiene relazioni con numerose figure del Risorgimento Italiano e ritorna diverse volte in Valle d'Aosta. 

## Omaggio
Ad Aosta, una statua di Laurent Cerise è eretta al centro di piazza Émile Chanoux. A seguito dell'inaugurazione della statua al Soldato Valdostano, la statua di Cerise è spostata nei giardini pubblici di avenue Conseil des Commis.

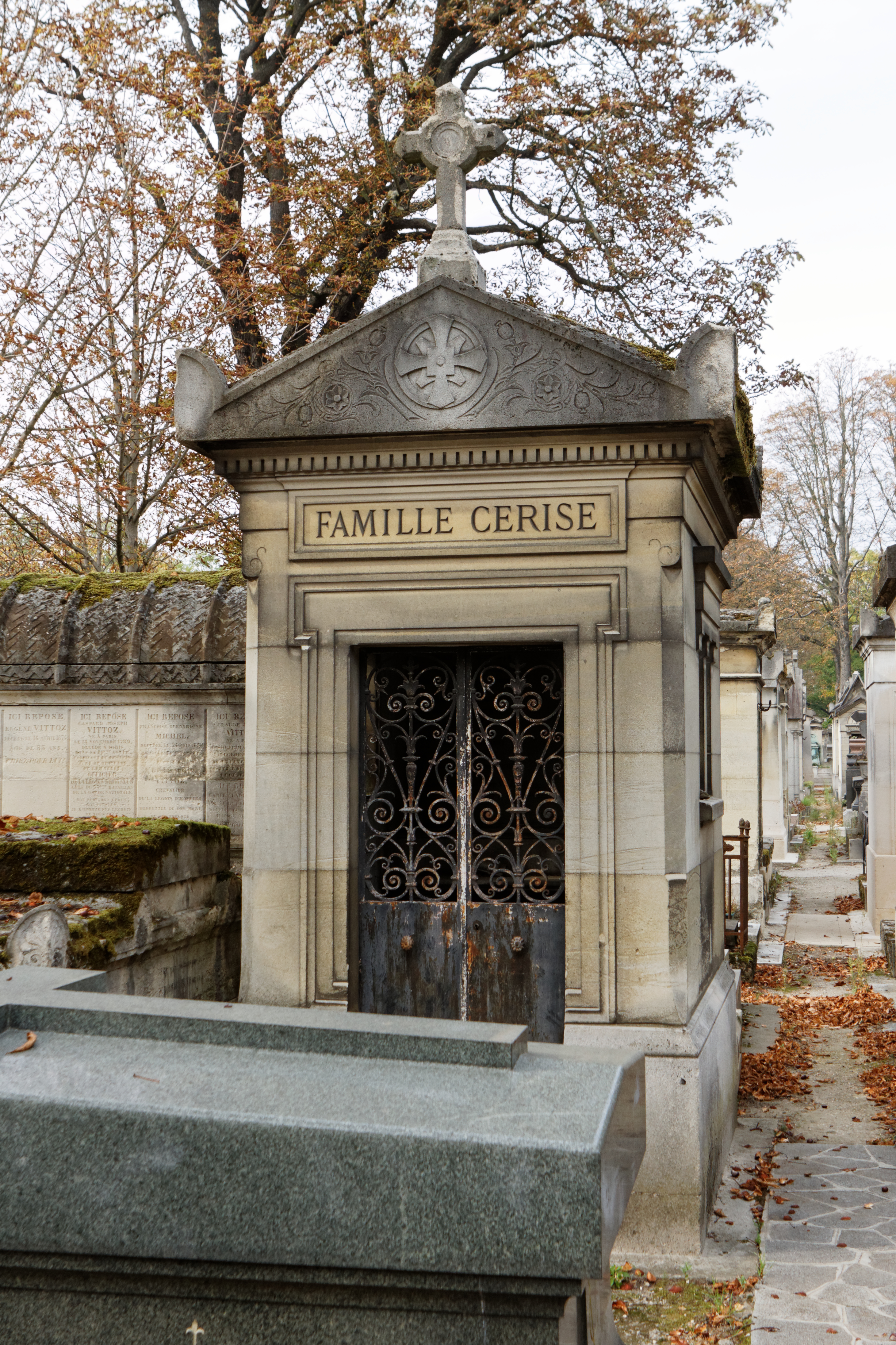
Tomba della famiglia Cerise al cimitero di Père-Lachaise a Parigi
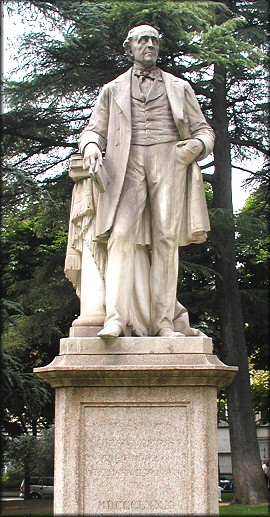
Statua di Laurent Cerise ai giardini pubblici di Aosta, originariamente situata al centro di piazza Émile Chanoux